# 혼다 다다쓰라 (1834년)

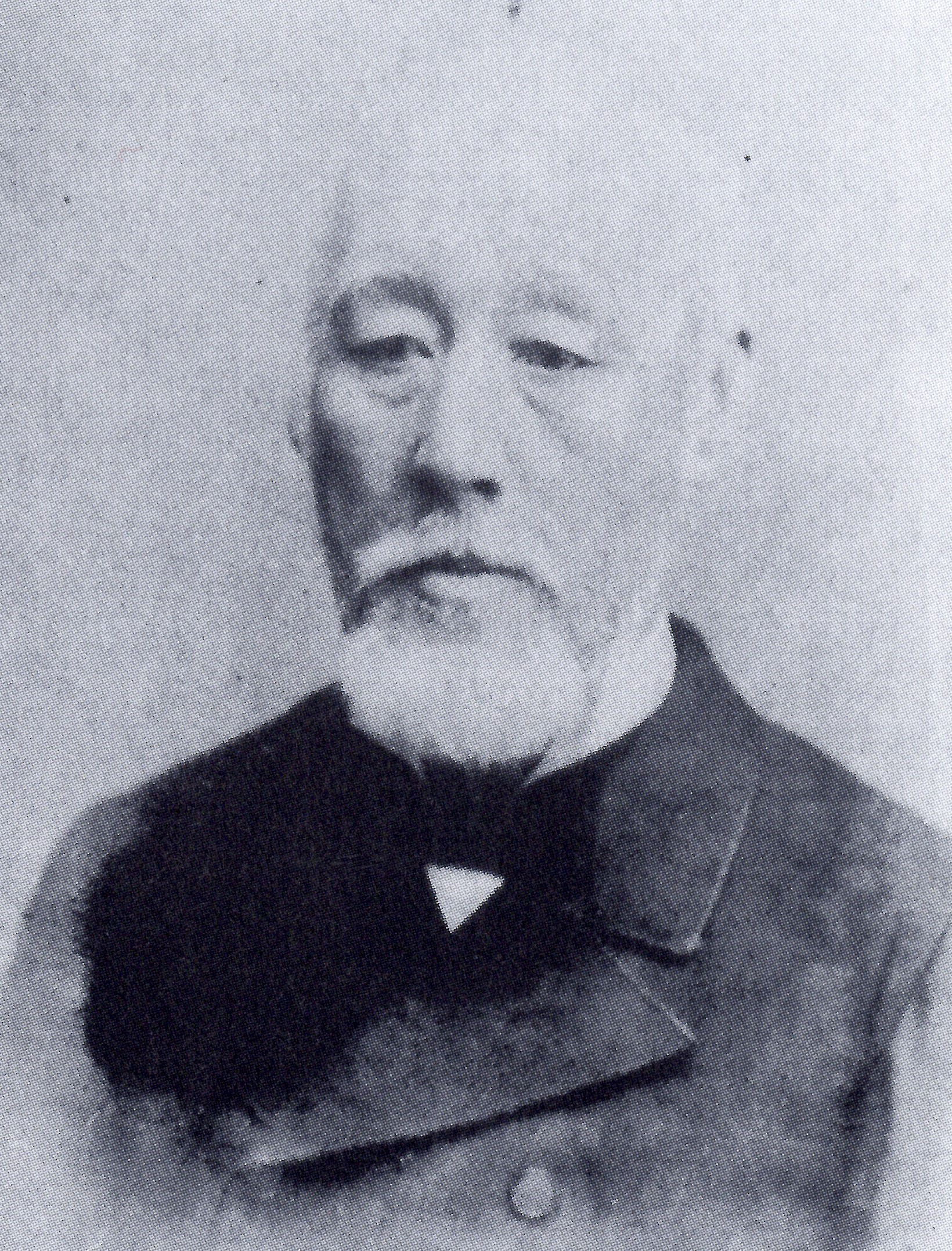
혼다 다다쓰라

혼다 다다쓰라(일본어: 本多忠貫)는 이세 간베번 제7대 번주이다. 간베 번 혼다 히코하치로 가 제8대 당주. 작위는 종5위하 이요노카미, 가와치노카미, 자작.
친부는 데와 신조번주 도자와 마사요시이다. 후에 다다쓰라 말년까지 아들이 없어 혼다 다다사키(本多忠鋒)를 양자로 들였다.
| 전임 혼다 다다히로 | 제7대 간베번 번주 (혼다 히코하치로 가) 1857년 ~ 1871년 | 후임 폐번치현 |